# Saint Petersburg
Saint Petersburg is een stad in de Amerikaanse staat Florida en telt 248.232 inwoners. Het is hiermee de 68e stad in de Verenigde Staten (2000). De oppervlakte bedraagt 154,3 km², waarmee het de 112e stad is. "Saint Pete", zoals de stad aldaar wordt genoemd is onderdeel van de Tampa bay-area, een van de grootste agglomeraties in Florida. Het oord is vooral bekend geraakt door het Salvador Dalí Museum. De stad is vernoemd naar Sint-Petersburg in Rusland.

## Bezienswaardigheden

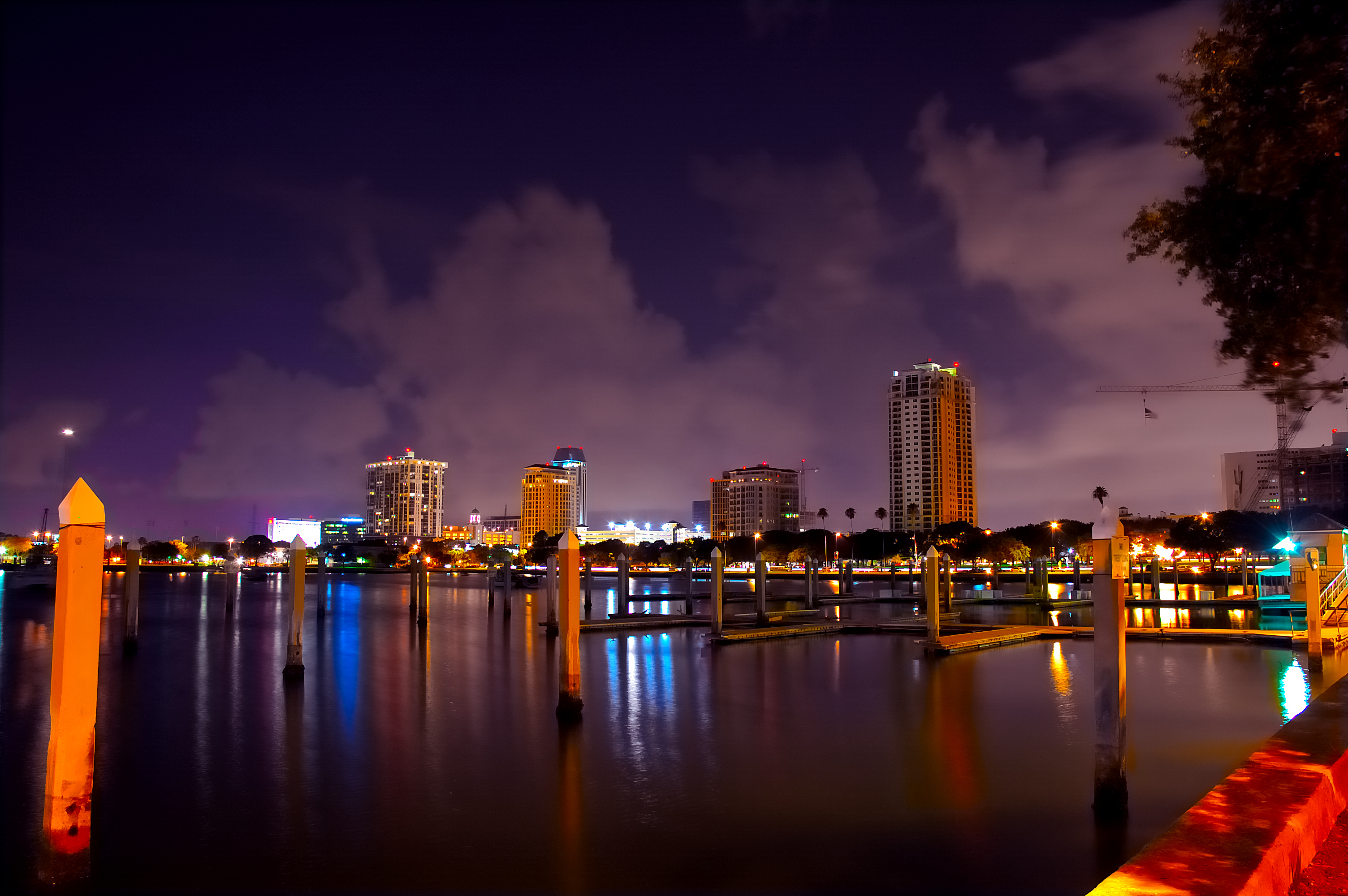
Stedelijk silhouet van Saint Petersburg

- Salvador Dalí Museum

## Demografie
Van de bevolking is 17,4% ouder dan 65 jaar en zij bestaat voor 35,6% uit eenpersoonshuishoudens. De werkloosheid bedraagt 2,9% (cijfers volkstelling 2000).
Ongeveer 4,2% van de bevolking van Saint Petersburg bestaat uit hispanics en latino's, 22,4% is van Afrikaanse oorsprong en 2,7% van Aziatische oorsprong.
Het aantal inwoners steeg van 240.368 in 1990 naar 248.232 in 2000.

## Klimaat
Het klimaat is er subtropisch: in januari is de gemiddelde temperatuur 15,9 °C, in juli is dat 28,4 °C. Jaarlijks valt er gemiddeld 1234,9 mm neerslag (gegevens op basis van de meetperiode 1961-1990).

## Sport
Hoewel de naam anders doet vermoeden, speelt honkbalclub Tampa Bay Rays haar wedstrijden in Saint Petersburg.

## Plaatsen in de nabije omgeving
De onderstaande figuur toont nabijgelegen plaatsen in een straal van 12 km rond Saint Petersburg.

## Partnersteden
- Sint-Petersburg (Rusland)

## Bekende inwoners van Saint Petersburg

### Geboren
- Justin Hires (1985), acteur en stand-upkomiek
- Emily Silver (1985), zwemster
- Monica Raymund (1986), actrice
- Trayvon Bromell (1995), atleet
- Violett Beane (1996), actrice

### Overleden
- Jack Kerouac (1922-1969), schrijver